# أورلاندو بينيا
أورلاندو بينيا هو لاعب كرة قاعدة كوبي، ولد في 17 نوفمبر 1933 في لاس توناس في كوبا.

## وصلات خارجية
- أورلاندو بينيا على موقع دوري كرة القاعدة الرئيسي (الإنجليزية)
- أورلاندو بينيا على موقعبيزبول رفرنس.كوم (الدوري الرئيسي) (الإنجليزية)
- أورلاندو بينيا على موقعبيزبول رفرنس.كوم (الدوري الثانوي) (الإنجليزية)